# Teófilo Rodríguez
Teófilo Rodríguez Cazorla (Porlamar, Illa de Margarita, 16 d'agost de 1971 - 24 de gener de 2016) també conegut com «El Conejo», va ser un criminal veneçolà, conegut per haver estat el líder del cartell anomenat «Tren del Pacífico» i de l'Internat Judicial de Nueva Esparta.

## Biografia
Teófilo va néixer a la ciutat de Porlamar, Nova Esparta. Quan era nen, va treballar de missatger per a diverses famílies, mentre que la seva mare treballava de serventa. Teófilo va mantenir el seu treball de missatger fins a l'adultesa. Durant la seva etapa com a missatger, va començar a realitzar els seus primers treballs com a narcotraficant.

## Crims
Teófilo Rodríguez «El Conejo» va ser acusat de diversos delictes, entre ells el narcotràfic i l'extorsió. L'any 2003 les autoritats locals ho van detenir tan bon punt evadís una alcabala policial que va donar pistes als funcionaris per dirigir-se al seu habitatge identificat com a cinquena «Habibi», situada a la urbanització Playa El Ángel del municipi Maneiro. Allí els agents van trobar una màquina per fer bitllets, 380 grams de cocaïna, 100.000 bolívars, una pistola calibre 380, marca Bryco, serial 882318 que estava sol·licitada per furt en el CICPC de Nova Esparta. Al pati de l'habitatge també van confiscar 130 peces corresponents a un vehicle Toyota Yaris que estava sol·licitat per robatori i una llibreta d'estalvis del Banc Confederat a nom de Teófilo Rodríguez. Els perquisicions també van trobar un document del Registre Mercantil Segon d'aquesta entitat a nom del criminal, relacionat amb l'empresa Betzicosmetic. En aquest mateix any va ser condemnat pel Tribunal Segon de Judici del Circuit Judicial Penal de l'estat Anzoátegui per distribució de drogues, port il·lícit d'armes, desvalisament de vehicle automotor i aprofitament de vehicle provinent del delicte. Encara que no va pagar anys de presó pels homicidis en els quals estaria implicat. Teófilo va ser traslladat a l'Internat Judicial de San Antonio a l'Illa de Margarida en 2003.

## Cap de la presó
En el temps que va estar allí i després de posicionar-se com el cap o "pran" de la presó, va realitzar una sèrie de canvis i construccions que van cridar l'atenció internacional; piscina, animals, església, ring de boxa, restaurants, discoteca, habitacions, entre altres comoditats, més de 150 armes de foc i grans quantitats de droga dins del recinte penitenciari.«Era com un paradís surreal per als presos», va dir la psicòloga Karina Hum durant un documental que mostrava els excessos en el penal i que va ser difós en 2011. Dins del recinte penitenciari, gran part dels presos es van tatuar el logotip del conill de Playboy, en homenatge a Teófilo.
En 2011, el diari The New York Times i la productora Journeyman TV van publicar un vídeo de 23 minuts de durada on es mostraven els privilegis que el poder de «El Conejo» havia aconseguit aconseguir durant els seus anys a la presó.
La Ministra del Poder Popular per al Servei Penitenciari de Veneçuela, Iris Varela, fins i tot va arribar a fotografiar-se amb «El Conejo» a la presó.
En 2014, Teófilo va complir la seva condemna i va ser posat en llibertat.

## Mort
El 24 de gener de l'any 2016, Teófilo es trobava en un club nocturn de Porlamar, on es trobava l'actriu Jimena Araya. A la sortida del lloc, Teófilo i els seus acompanyants van ser atacats amb armes de foc quan es trobaven en un automòbil marca Toyota Corolla. «El Conejo» va ser portat a un centre assistencial, però va morir hores després a conseqüència dels impactes de bala, a més d'una aturada cardíaca.
L'endemà passat de l'assassinat, els presos que es trobaven en l'Internat de San Antonio, van grimpar al sostre i van acomiadar Teófilo amb trets a l'aire. La notícia va causar sorpresa mundial perquè un vídeo dels presos disparant es va publicar a través d'internet,; això va tenir com a conseqüència el trasllat de tots els presos a diferents presons de Veneçuela.